# Stade Tourbillon
Stade Tourbillon är en multifunktionell arena i Sion, Schweiz. Den används oftast till fotbollsmatcher och är hemmaarena för FC Sion. Arenan har en kapacitet på 16 000 åskådare och byggdes 1968. Arenan renoverades 1989 och vid det tillfället hade den en kapacitet på 19 600 åskådare.  Den var en av arenorna vid Europamästerskapet i fotboll för damer 2025.  